# Českolipsko

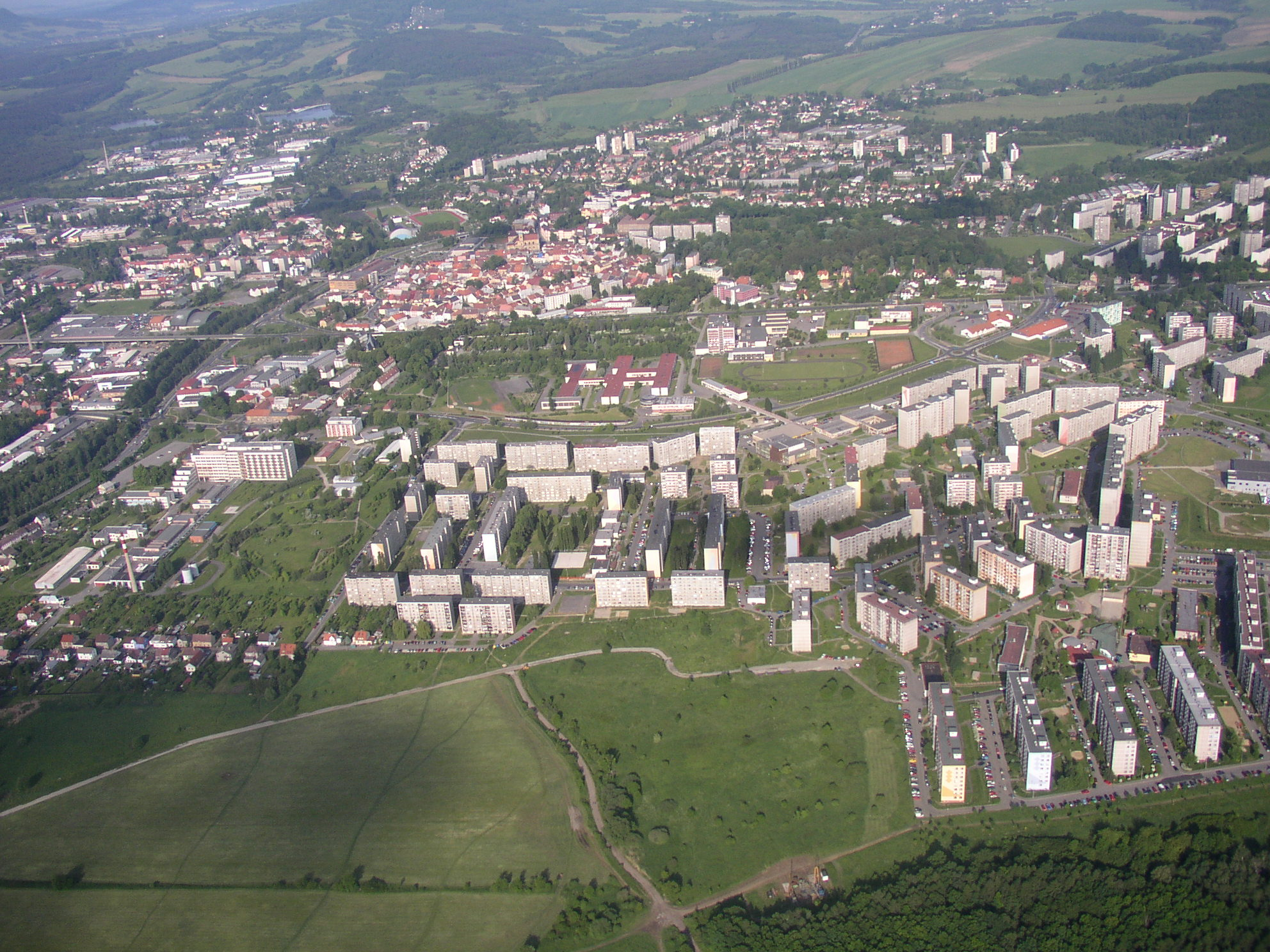
Centrum území Česká Lípa

Českolipsko je označení regionu v severní části České republiky, jehož centrem je město Česká Lípa v Libereckém kraji.

## Historické utváření území Českolipska

### Českolipsko před rokem 1850
Území budoucího okresu Česká Lípa se rozkládalo ve dvou krajích, v kraji Litoměřickém a Boleslavském. Centrum Českolipska, tedy nejbližší okolí města České Lípy, spadalo do Litoměřického kraje a tvořila je panství Česká Lípa a Nový Zámek, Horní Libchava, Horní Police, Sloup a Stvolínky a do prostoru zasahovala panství Č. Kamenice a Houska.

### Nová územní samospráva (1850–1855)
Nový územní celek Českolipsko odstartovala reforma státní správy v působnosti od 1. ledna 1850. Okresní hejtmanství Česká Lípa se skládalo ze čtyř soudních okresů: Cvikov, Česká Lípa, Mimoň a Bor se 140 obcemi, osadami a osmi městy. Do oblasti zasahovalo území politického okresu Jablonné a Dubá.

## Využití pojmu

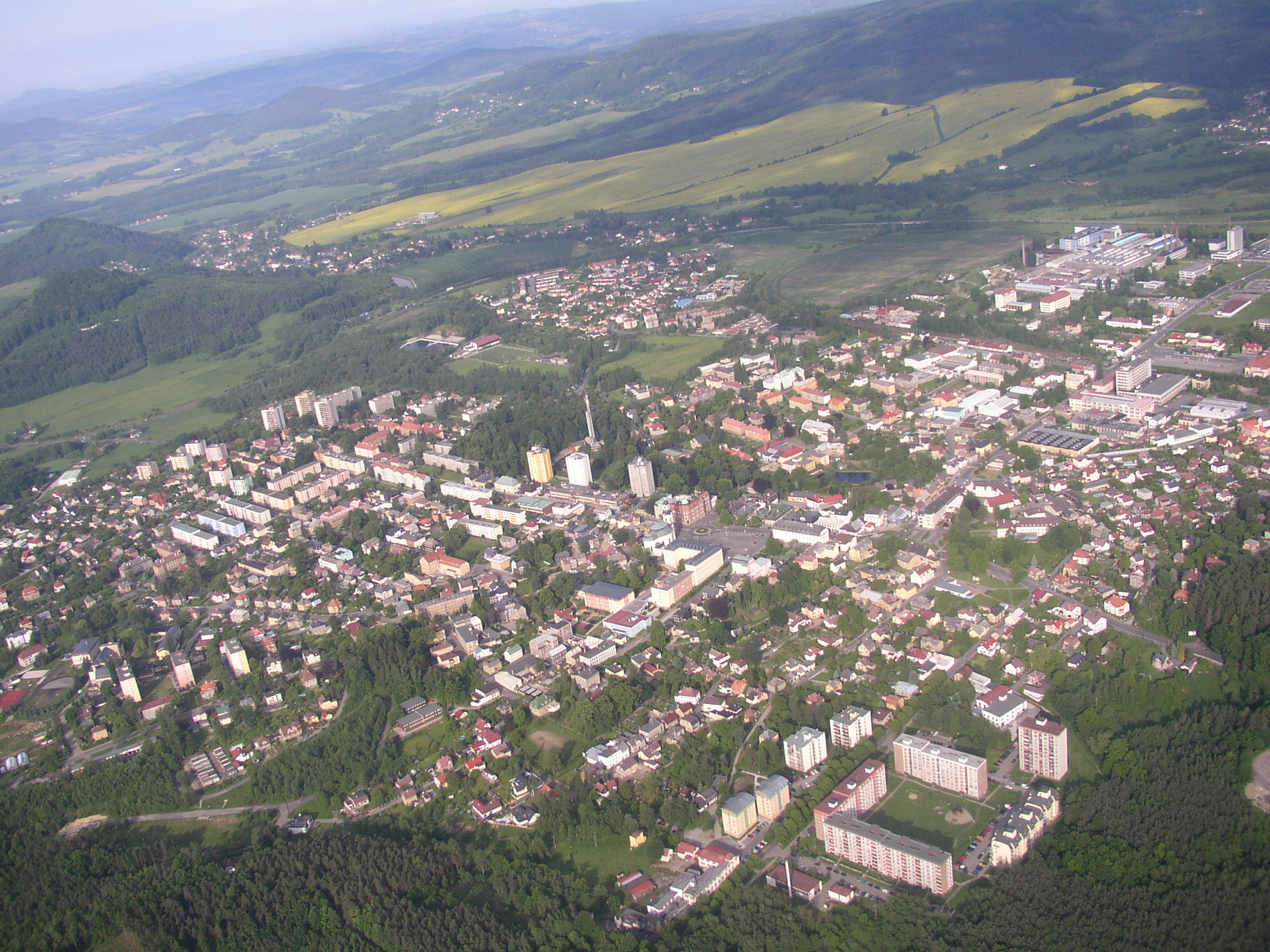
Druhé největší město okresu Nový Bor

Pojem Českolipsko využívají noviny (např. Českolipský deník), turistické průvodce (např. Českolipsko do kapsy, Českolipsko a Máchův kraj), je tak pojmenována i chráněná Ptačí oblast Českolipsko – Dokeské pískovce a mokřady..
Pro rok 2006 byl zpracován projekt k využití dotačních programů Internetová prezentace nového turistického regionu Českolipsko.
K území Českolipska patří i Máchův kraj kolem Máchova jezera na území okresu Česká Lípa.